# Керрон Клемент
Керрон Клемент  (англ. Kerron Clement, 31 жовтня 1985) — американський легкоатлет, спринтер, спеціаліст з бар'єрного бігу на 400 м, дворазовий олімпійський чемпіон, чотириразовий чемпіон світу.

## Виступи на Олімпіадах
| Олімпіада           | Дисципліна               | Місце |
| ------------------- | ------------------------ | ----- |
| Пекін 2008          | 400 метрів з перешкодами | 2     |
| Пекін 2008          | естафета 4 x 400 метрів  | 1     |
| Ріо-де-Жанейро 2016 | 400 метрів з перешкодами | 1     |